# Корвара (Ла Специја)
Корвара је насеље у Италији у округу Ла Специја, региону Лигурија.
Према процени из 2011. у насељу је живело 46 становника. Насеље се налази на надморској висини од 317 м.